# Papir ginecològic de Lahun
El Papir ginecològic de Lahun, Papir mèdic de Lahun (també de Kahun) o UC32057 és un text de l'Antic Egipte datat del segle xix abans de la nostra era, que forma part dels Papirs de Lahun. És l'escrit egipci sobre medicina més antic conegut, i tracta temes com les malalties de les dones, la fertilitat, l'embaràs i l'anticoncepció.
La col·lecció, la va descobrir Flinders Petrie a El Lahun a l'abril i novembre del 1889 i va publicar-ne la traducció Francis Llewellyn Griffith el 1897, amb el títol The Petrie Papyri: hieratic papyri from Kahun and Gurob (principally of the Middle Kingdom).

## Descripció
Potser una còpia d'un text més antic, n'és semblant a altres de posteriors, com els Papirs de Berlín o el Papir Ebers. No inclou pas informació sobre el pronòstic de les malalties, una dada que no apareix fins al Papir Edwin Smith.
Té una longitud d'un metre per 32,5 cm d'amplada. Es va trobar molt fragment, la tercera pàgina s'hagué de recompondre a partir de quaranta-sis peces. Les dues primeres pàgines contenen dèsset seccions, moltes idèntiques a les del Papir Ebers, que segueixen la mateixa estructura: símptomes («Per a una dona que sofreix de...»), diagnòstic («...hauries de dir que...») i tractament («...hauries de prescriure per a açò...»). Els medicaments són substàncies com ara cervesa, llet de vaca, oli, fruita, etc., i a vegades se n'especifiquen les quantitats. En cap cas es fa esment de cirurgia. La tercera pàgina conté altres dèsset seccions d'estructura diferent que tracten sobre qüestions com ara el sexe d'un nonat o l'esterilitat.